# Chiesa di Santa Maria di Castello (Genova)
La chiesa di Santa Maria di Castello è un edificio religioso cattolico del centro storico di Genova, situato lungo la salita omonima, nel quartiere del Molo. La sua comunità parrocchiale fa parte del vicariato "Centro Est" dell'arcidiocesi di Genova.
Situata sulla collina di Castello, il primo luogo abitato di Genova nell'antichità, la chiesa di Santa Maria di Castello è uno dei più antichi luoghi di culto cristiano di Genova e una delle più integre e suggestive architetture romaniche della città.
Dal 1912 l'edificio è sottoposto a vincolo di tutela da parte della soprintendenza.

## Storia

### Le origini
Secondo la tradizione un primo luogo di culto mariano in questo luogo sarebbe stato costruito per volere del re longobardo Ariperto nel 658, sulle rovine di un tempio longobardo, ma le prime notizie documentate risalgono all'XI secolo.
La chiesa sorgeva a poca distanza dal castello fortificato del vescovo, costruito fra il IX e il X secolo sulla sommità del colle, sul sito già occupato da fortificazioni preromane, romane e bizantine. La presenza del castello vescovile, nei pressi del quale intorno all'XI secolo si era insediata anche la potente famiglia feudale degli Embriaci, fece di quest'area, al riparo dalle scorrerie dei saraceni grazie alla sua posizione arroccata, la sede del potere politico e religioso cittadino. Nel 1194 il papa Celestino III dà mandato all'abate di San Colombano di Bobbio di costringere i chierici della chiesa di Santa Maria di Castello a rispettare gli accordi presi in merito alla controversia con il capitolo della Cattedrale di San Lorenzo riguardo alla chiesa di San Marco al Molo.
La chiesa moderna fu costruita nella prima metà del XII secolo da maestranze antelamiche sui resti di quella più antica, della quale nella cappella del battistero si conservano alcune sculture.
La nuova chiesa aveva tre navate con copertura a capriate lignee, transetto e tre absidi. Per la costruzione furono impiegati materiali di recupero come colonne in granito e capitelli corinzi di epoca romana, risalenti al III secolo, sapientemente integrati nel nuovo edificio dai maestri antelami.
La chiesa, consacrata nel 1237 da Geroldo di Losanna, Patriarca di Gerusalemme, era già collegiata in epoca precedente alla ricostruzione e tale rimase fino al 1441, quando con una bolla del papa Eugenio IV fu assegnata ai Domenicani, che l'hanno officiata fino al 2015. I frati ne presero possesso solo il 13 novembre 1442, poiché per oltre un anno i canonici, sostenuti dall'arcivescovo Giacomo Imperiale, si opposero all'arrivo dei Domenicani, ai quali erano state assegnate tutte le proprietà e le rendite della chiesa.

Dopo l'arrivo dei Domenicani, nella seconda metà del Quattrocento il complesso fu ampliato e divenne un importante polo culturale: acquistando proprietà adiacenti alla chiesa fu costruito il convento e realizzati i tre chiostri e la sacrestia. A questo periodo risale la costruzione del primo chiostro (1453 -1462) con gli affreschi nella volta del loggiato e nelle pareti, di cui resta la celebre Annunciazione di Giusto d'Alemagna (1451). Inoltre i Domenicani trasformarono il tetto della chiesa, a capriate di legno, in una volta a crociere in muratura. Tra il XV e il XVII secolo numerose famiglie patrizie fecero costruire lungo le navate laterali le loro cappelle gentilizie, arricchite da opere d'arte dei maggiori artisti dell'area genovese.

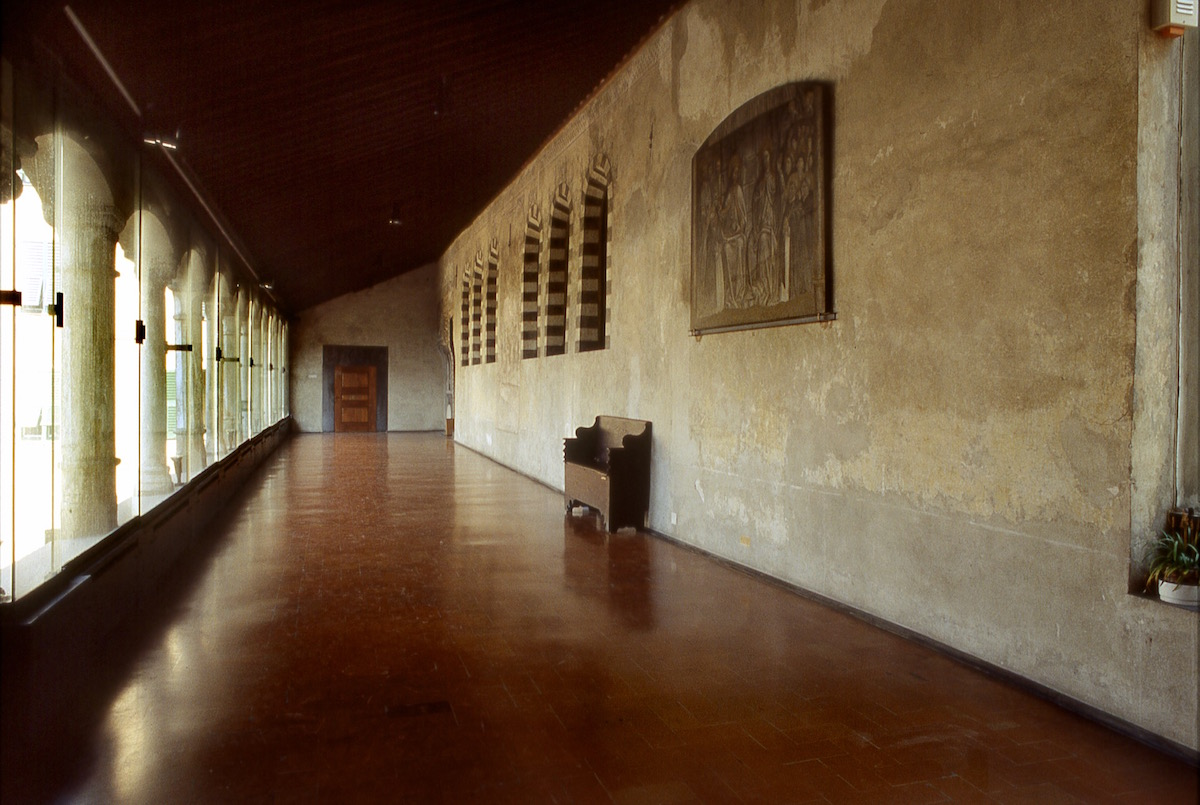
Loggiato Superiore

Nel XVI secolo furono modificate le absidi e costruita la cupola, ma dalla seconda metà del XVII secolo il complesso visse un periodo di declino e i Domenicani furono costretti ad affittare alcuni locali del convento. La chiesa subì gravi danni per il bombardamento navale francese del 1684.
Nel 1801, quando i resti del papa Pio VI, morto prigioniero in Francia nel 1799, vennero traslati a Roma, il feretro sostò nella chiesa di S. Maria di Castello, dove si tenne una solenne funzione. Il convento fu risparmiato dalle leggi di soppressione del 1797, ma nella prima metà del XIX secolo si trovava in stato di degrado. Parzialmente espropriato dallo Stato nel 1859 a seguito della legge Rattazzi del 1855, parte del convento nel 1870 fu trasformata in appartamenti, sopraelevando anche i loggiati dei chiostri.
Nello stesso periodo fu affidato all'architetto Maurizio Dufour l'incarico di restaurare l'interno della chiesa, mettendo in luce le parti medioevali, coperte nel tempo da uno spesso strato di intonaco. Lo stesso Dufour realizzò l'affresco nella volta del coro, raffigurante "Dio Padre in gloria".
La chiesa fu colpita da bombardamenti aerei durante la seconda guerra mondiale, una prima volta nel 1942, quando le macerie di un vicino edificio rovinarono sulla navata sinistra, e ancora nel 1944, con danni alla copertura causati da spostamenti d'aria dovuti alle bombe cadute sul porto. I restauri vennero eseguiti nel dopoguerra sotto la direzione degli ingegneri Cesare Fera e Luciano Grossi Bianchi, riportando alla luce, con il recupero dei finestroni medioevali, anche l'originaria architettura romanica della facciata, in parte alterata dalle ristrutturazioni del XV e XVI secolo.
L'intero complesso è stato nuovamente oggetto di restauro nei primi anni duemila, quando venne risistemato e ampliato anche l'annesso museo.
Nel convento di Santa Maria di Castello ha vissuto per molti anni Enrico di Rovasenda (1906-2007), sacerdote domenicano e cancelliere della Pontificia accademia delle scienze, che vi morì ultracentenario il 15 dicembre 2007.
Nel 2015 i Domenicani hanno abbandonato il convento di Santa Maria di Castello e il complesso è stato affidato ai sacerdoti della Società delle missioni africane.

## Descrizione
Il complesso, costituito da chiesa, convento e chiostri, si presenta come un insieme complesso di volumi che si sviluppano lungo la salita che conduce verso la sommità del colle, antica sede del castello vescovile.

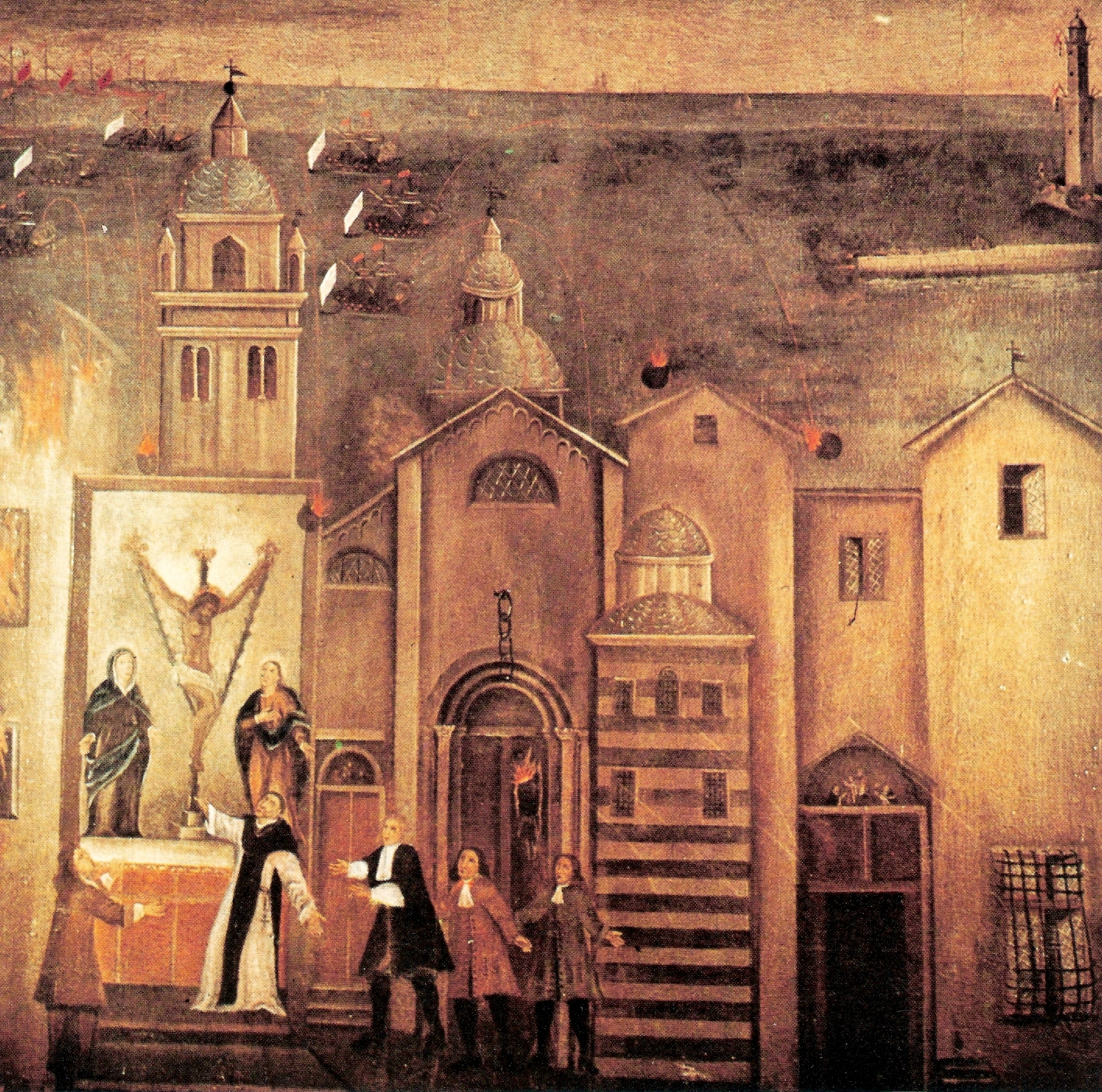
Dipinto del XVII secolo in cui viene rappresentata la chiesa, dalla cui facciata pendono alcuni degli anelli delle catene di Porto Pisano

 La chiesa, in stile romanico, attraverso la concessione delle cappelle alle grandi famiglie della nobiltà genovese ha incrementato durante i secoli il proprio corredo artistico, specie pittorico e scultoreo, con opere dei più importanti artisti liguri che vanno dal Quattrocento al Settecento.

### Esterno
L'ampio prospetto romanico, tripartito da due grandi lesene che individuano la navata principale, è coronato da archetti pensili; il portale principale, unico elemento decorativo della facciata, è realizzato con un architrave romano del III secolo decorato con elementi fitomorfi e grifi.

### Interno

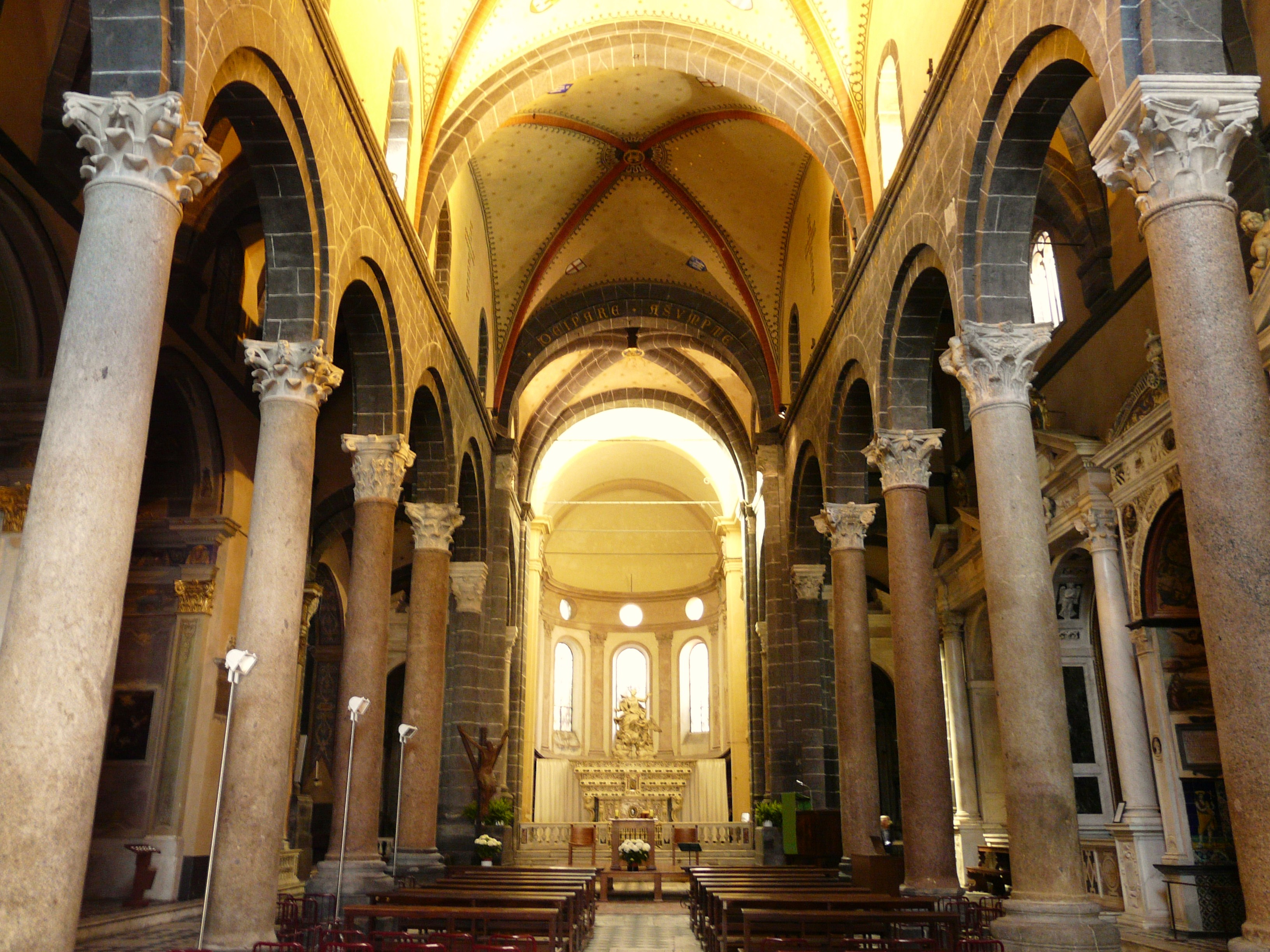
L'interno

L'interno, ampio e luminoso, ha pianta basilicale romanica a tre navate con colonne e capitelli romani di reimpiego che sostengono gli archi romanici e un finto matroneo sopra gli archi. Il soffitto, in origine a capriate lignee, è formato da volte con crociere a costoloni, realizzate intorno al 1468. Lungo ciascuna delle navate laterali si aprono cinque cappelle: quelle di sinistra furono realizzate nella seconda metà del XV secolo, mentre le cinque di destra risalgono al XVI secolo. Tra la fine del XVI e l'inizio del XVII secolo furono modificate le absidi laterali, mentre quella centrale venne ampliata per contenere un grande coro.
Al centro della controfacciata si trovava la statua in marmo di S. Domenico, di Francesco Maria Schiaffino (attualmente all'interno del Teatro Carlo Felice); alla sinistra, affresco di Lorenzo Fasolo (fine del XV secolo), raffigurante la Madonna col Bambino i santi Domenico e Pietro martire, e il beato Raimondo da Capua, proveniente dalla scomparsa chiesa di S. Domenico. Alla destra del portale una nicchia contiene un crocifisso ligneo quattrocentesco. Sopra le porte laterali sono collocate due tele del cremonese Francesco Boccaccino (1660-1750) (Il Crocifisso parla a san Pietro Martire e Miracolo di San Pietro).
Un recente restauro ha portato alla luce il portale interno originale romanico, al quale era stato sovrapposto il portale quattrocentesco d'accesso alla sacrestia, ricollocato ora sulla parete destra della chiesa.

#### Presbiterio
Negli ultimi decenni del XVI secolo vennero ampliati il presbiterio e l'abside per adeguare la chiesa alle norme del concilio tridentino e inserirvi gli stalli lignei del coro e alcuni monumenti funebri.
L'altare maggiore, rifatto dopo il bombardamento del 1684, è sormontato dal gruppo marmoreo dell'Assunzione di Anton Domenico Parodi.
Il pavimento dell'originaria zona presbiteriale venne abbassato a livello del pavimento del transetto e vi è collocato il moderno altare postconciliare, realizzato nel 1985 su disegno di Cesare Fera.

##### IlCristo moro

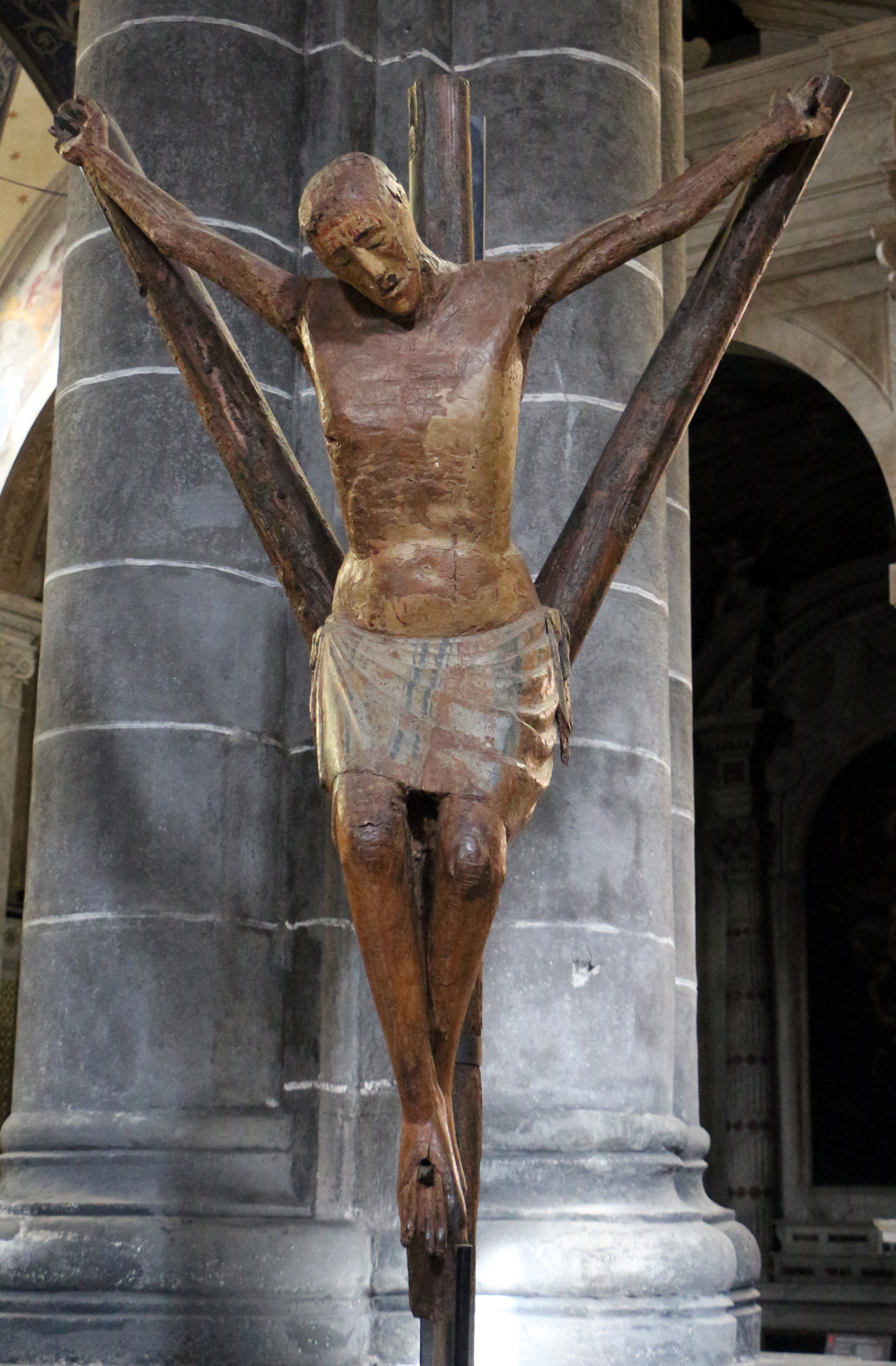
Il Cristo moro

Addossata a un pilastro nei pressi del nuovo altare è collocata una croce biforcuta lignea trecentesca, di autore ignoto, detta il Cristo moro, molto venerata dai fedeli. Nei secoli il crocifisso subì vari rimaneggiamenti, con l'aggiunta di una folta barba e lunghi capelli, in origine del tutto assenti; un restauro eseguito negli anni settanta ha ripristinato lo stato originario. Tuttavia, poiché i fedeli erano ormai abituati all'immagine del Cristo con barba e capelli, ne fu realizzata una copia, esposta in una cappella della chiesa.

#### Cappelle laterali
Lungo ciascuna delle navate laterali si trovano cinque cappelle riccamente decorate e con un pregevole corredo di opere d'arte. Quelle nella navata di sinistra hanno dimensioni maggiori di quelle di destra, la cui profondità è limitata dalla presenza del chiostro lungo la parete esterna e hanno spazio sufficiente per contenere il solo altare. Oltre a queste, due cappelle chiudono sul fondo le navate facendo da corona all'altare maggiore. Gli altari vennero concessi in giuspatronato a note famiglie patrizie, che favorirono la realizzazione di opere d'arte di alta qualità.

##### Cappelle di destra
- Prima cappella, dedicata a san Pio V, con dipinti settecenteschi di Alessandro Gherardini (San Pio V e il Crocifisso) e Giuseppe Palmieri (Maria Maddalena).[3][4]
- Seconda cappella: Martirio di San Biagio, di Aurelio Lomi (1556-1622).[3]
- Terza cappella, dedicata a sant'Antonino: nella volta affreschi cinquecenteschi raffiguranti Storie del re Davide e un rivestimento di "laggioni", le caratteristiche maioliche dipinte di scuola genovese del XVI secolo. All'altare Madonna Odigitria con i santi Giovanni Battista, Antonino e Nicola da Tolentino di Pier Francesco Sacchi (1526).[3][4]
- Quarta cappella, dedicata a san Pietro da Verona, con la pala raffigurante il Martirio di San Pietro da Verona di Bernardo Castello (1597).[3][4]
- Quinta cappella: Assunzione di Maria di Aurelio Lomi e, alla testata del transetto, il monumento funebre di Demetrio Canevari, patrizio genovese e celebre medico dell'epoca, di Tommaso Orsolino (1626).[3][4]
- Sesta cappella: posta in capo alla navata destra, è dedicata a san Giacinto Odrovaz con un dipinto di Aurelio Lomi (San Giacinto riceve da san Domenico l'abito dell'ordine, affreschi sulla volta di Bernardo Castello (Padre Eterno ed episodi della vita di san Giacinto) e due monumenti funebri, opera di Battista Casella.[3][4].

##### Cappelle di sinistra
- Prima cappella, dedicata a santa Caterina da Siena, dal 1874 ospita il fonte battesimale, realizzato con un sarcofago romano di epoca tardo-imperiale. Vi si trovano un polittico attribuito a maestri lombardi del XV secolo, il cui scomparto centrale raffigura le Nozze mistiche di Santa Caterina d'Alessandria e Santa Caterina da Siena, e un tabernacolo per gli oli santi dello stesso periodo. Nella volta affreschi con storie di santa Caterina.[3][4]
- Seconda cappella: dedicata a San Vincenzo Ferrer, con la Guarigione di san Vincenzo di Giovan Battista Paggi, del primo Seicento, San Vincenzo in estasi dinnanzi alla regina d'Aragona di Andrea Ansaldo, Predica di san Vincenzo fanciullo di Luciano Borzone.[3]
- Terza cappella: polittico di Giovanni Mazone, raffigurante Annunciazione e santi (circa 1470) incastonato in una cornice gotica di legno indorato e un dipinto di Domenico Piola raffigurante San Tommaso d'Aquino in adorazione del Santissimo Sacramento.[3][4]
- Quarta cappella, dedicata al beato Sebastiano Maggi,[18][19] domenicano bresciano morto nel 1496 nel convento di Santa Maria di Castello, con una tela di Francesco Zignago (1750-1810) raffigurante l'arrivo di Sebastiano Maggi in Santa Maria di Castello, e quattro tavole dipinte su ardesia con scene evangeliche, di Andrea Semino (XVI secolo).[3][4]
- Quinta cappella, dedicata alla Madonna del Rosario, con un gruppo ligneo attribuito a Pasquale Navone[20] (1746-1791), considerato il continuatore dell'opera del Maragliano. Alle pareti laterali due medaglioni affrescati di Giovanni Battista Carlone (Presentazione di Gesù al tempio e Disputa di Gesù con i dottori) e quattro tele: a destra Sposalizio della Vergine di Domenico Piola e Natività di Maria di artista genovese ignoto, a sinistra Fuga in Egitto e Presentazione di Maria al tempio, attribuiti a Luciano Borzone. Completano la decorazione stucchi e affreschi ottocenteschi.
- Sesta cappella, posta nel transetto sinistro: all'altare, in marmi policromi, una tela del Grechetto raffigurante il miracolo di Soriano[21] e una di Francesco Boccaccino raffigurante il Miracolo dei pani.[22]
- Cappella del Crocifisso. Dalla cappella del transetto si accede alla grande cappella del Crocifisso, in cui è collocata la copia del Cristo moro nella versione barocca. Nella zona di accesso, affresco raffigurante la Vergine addolorata, di Gregorio De Ferrari e i monumenti funebri di due arcivescovi di Genova, appartenenti all'ordine domenicano: Giulio Vincenzo Gentile e Nicolò Maria De Franchi, opera rispettivamente di Filippo Parodi e Pasquale Bocciardo.
- Settima cappella: posta in capo alla navata sinistra, è dedicata a santa Rosa da Lima, con una pala di Domenico Piola raffigurante la santa che venera la Madonna col Bambino. Sotto la mensa dell'altare una statua giacente del beato Jacopo da Varazze, arcivescovo di Genova nel XIII secolo, i cui resti furono conservati qui per quasi un secolo.[23] Nella volta, affreschi seicenteschi raffiguranti il Battesimo di Cristo e santi domenicani, rimaneggiati nell'Ottocento. Il rivestimento marmoreo (fine del XVI secolo) è opera di Taddeo Carlone in collaborazione con Battista Bagutti di Rovio.

#### Organo a canne
Nella chiesa si trova l'organo a canne, pregevole esemplare di arte organaria Italiana, Mascioni opus 889,  ampliato ed elettrificato nel 1967, ricostruzione del precedente opus 333 del 1915, restaurato dalla bottega organaria Dell'Orto e Lanzini nel 2021. Lo strumento odierno è situato entro una nicchia sopraelevata alla sinistra del coro, con consolle a pavimento nell'abside dotata di due tastiere di 61 note, pedaliera radiale di 32 note, 34 registri, 2129 canne (le canne di prospetto sono reali).

#### Sacrestia
Nella sacrestia (alla quale si accede dal transetto destro attraverso un piccolo atrio, già cappella Grimaldi, con un'acquasantiera di Giovanni Gagini), arredata con armadi settecenteschi in noce, è presente una pala del 1738 con San Sebastiano, di Giuseppe Palmieri. Pregevole il cosiddetto "portale maggiore", opera di matrice toscana dovuta a Leonardo Riccomanni e allo stesso Gagini (1452); sopra, una lunetta gotica del XIV secolo con la Crocifissione. Accanto al portale è collocato un gruppo settecentesco in legno policromo raffigurante la Madonna col Bambino e san Bernardo, proveniente dallo scomparso oratorio di Santa Maria, San Bernardo e santi Re Magi, che sorgeva poco distante dalla chiesa.
Dalla sacrestia si passa all'atrio della Loggia dell'Annunciazione, con affreschi di Giacomo Serfolio nella volta (San Pietro martire, il beato Raimondo e san Tommaso); sulla parete sinistra, Predicazione di S. Vincenzo Ferrer, del XV secolo e una Madonna su ardesia del XVII secolo); a destra, disegno preparatorio dell'affresco di Carlo Braccesco che si trova nella biblioteca.

### Campanile

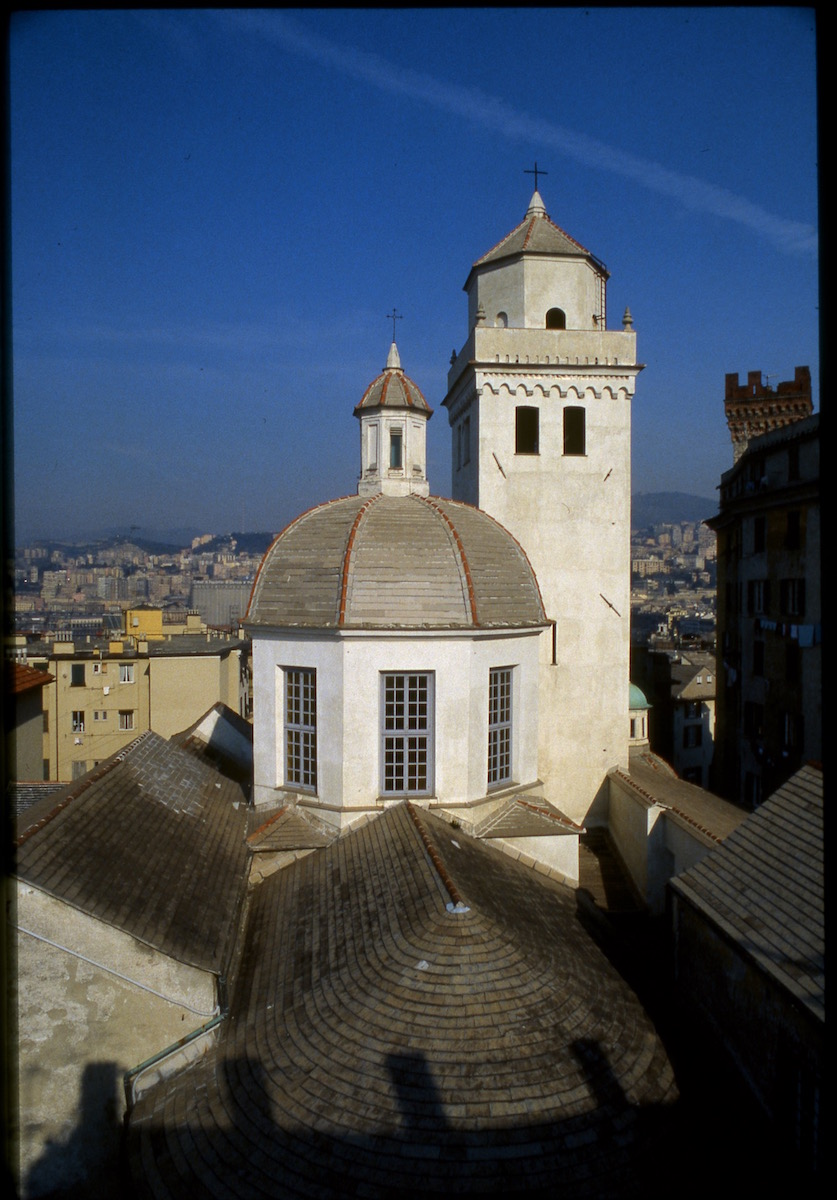
Campanile

Il campanile della chiesa è quello originario romanico, pesantemente modificato nel corso dei secoli. Dell'originale restano alla sommità una serie di archetti pensili.

### Convento e chiostri
Il convento adiacente alla chiesa si sviluppa intorno a tre chiostri. Il primo e il secondo chiostro vennero sopraelevati nell'Ottocento per costruirvi delle abitazioni, nel periodo in cui il convento fu espropriato dallo Stato.

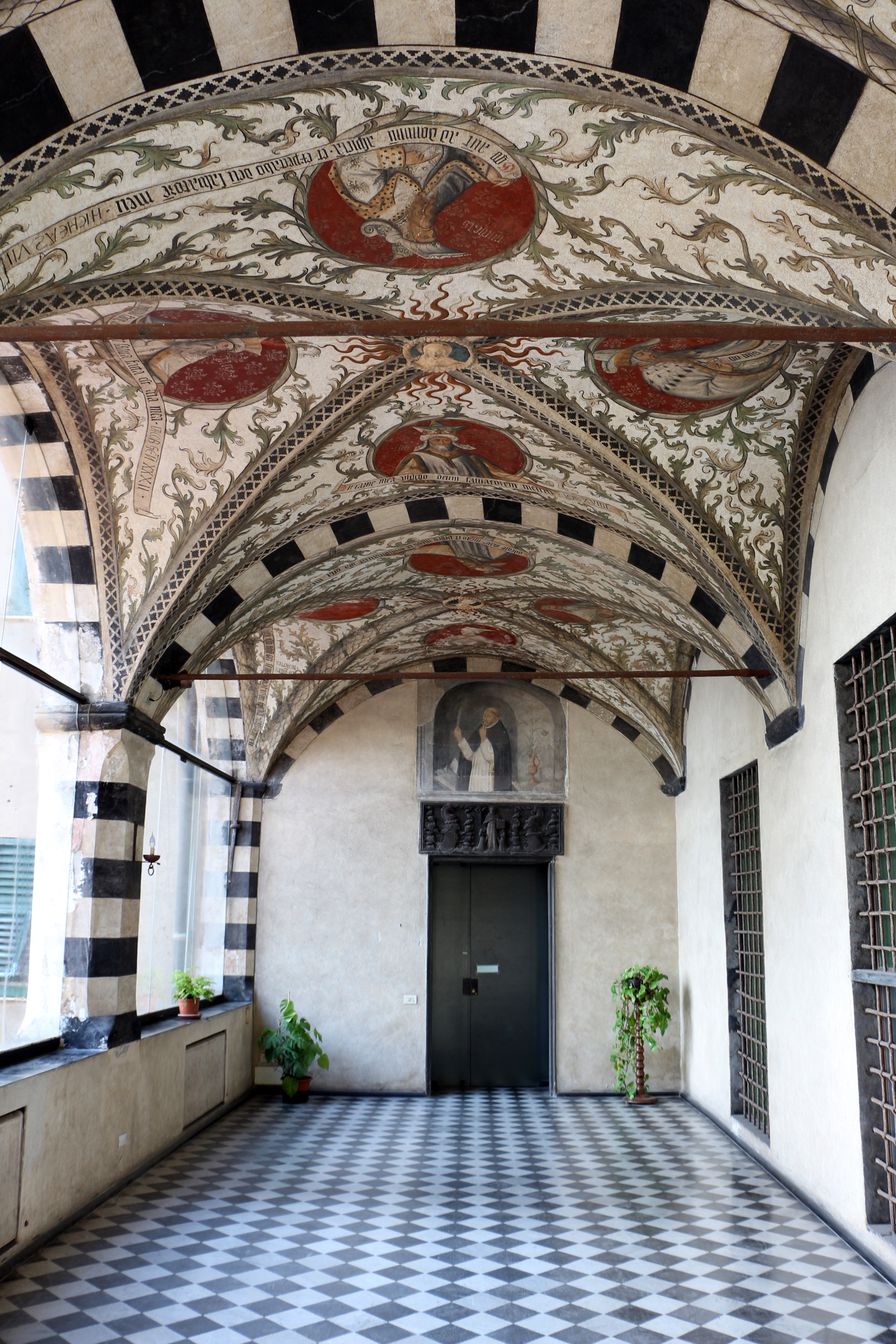
Decorazione del loggiato del secondo chiostro

Nel primo chiostro, costruito tra 1445 e il 1452, si trovavano i locali di servizio del convento (refettorio, cucina, infermeria e al piano superiore i dormitori).
Il secondo chiostro, coevo al primo, fu costruito sulle fondamenta di preesistenti case medievali acquisite dai Domenicani. Ospitava la sala capitolare, la biblioteca, la spezieria e i parlatori. Restaurato negli anni sessanta del Novecento, è formato da un porticato a piano terreno su due lati e due loggiati ai piani superiori, la cui ricca decorazione, patrocinata dalla famiglia Grimaldi-Oliva, rappresenta uno straordinario esempio di pittura genovese del Quattrocento. È quello più conosciuto perché la loggia al primo piano conserva la celebre pittura murale dell'Annunciazione.
Il terzo chiostro, più piccolo dei precedenti, fu costruito tra il 1492 e il 1513. Fu poi inglobato in una residenza universitaria, per cui non è visitabile. Sotto di esso esisteva una delle cisterne per la raccolta dell'acqua piovana di cui era dotato il convento, successivamente trasformata in un salone per eventi e manifestazioni. La cisterna risaliva al IX secolo ed era stata realizzata con materiali di recupero, come testimoniano frammenti di colonne romane.
Del complesso faceva parte un altro chiostro, più antico dei precedenti, quello della collegiata, risalente all'XI secolo, divenuto poi il cortile interno di un caseggiato adiacente alla chiesa.

### Loggia dell'Annunciazione

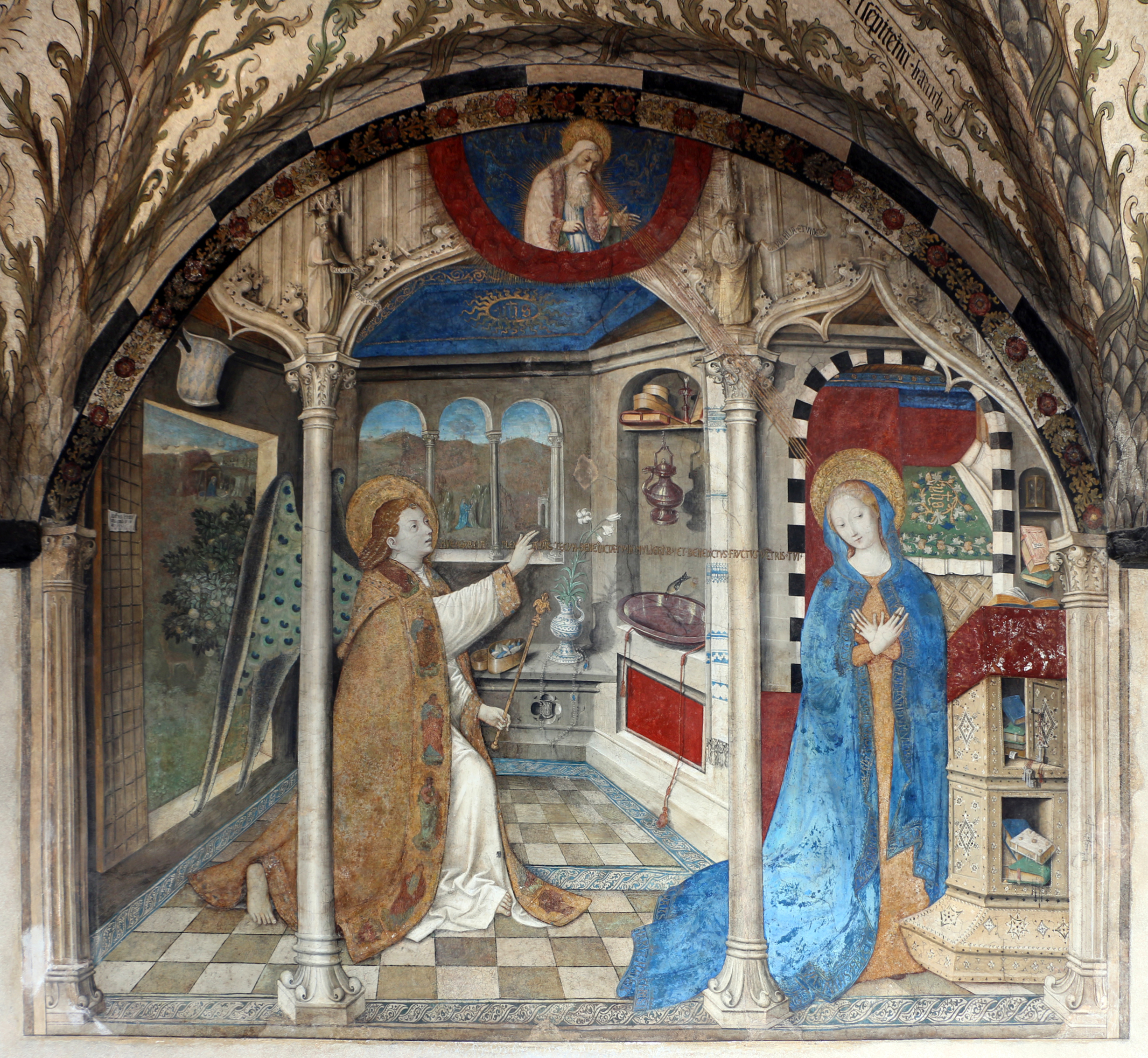
Affresco di Giusto d'Alemagna raffigurante l'Annunciazione

Si apre sul secondo chiostro ed è raggiungibile dall'atrio, al primo piano si trova l'Annunciazione, pittura murale di Giusto d'Alemagna del 1451; sulla volta, crociere con foglie fiammeggianti e tondi con Sibille e Profeti, anch'essa risalente al Quattrocento; sul fondo, portale d'ardesia con San Domenico che invita al silenzio nella lunetta; Dall'antiloggia si accede al refettorio, ove sono visibili lunette con Santi dell'antica abside sinistra della chiesa (metà XVI secolo) e Crocifisso ligneo su tavola (XIV secolo).
Al secondo piano, o Loggia superiore, all'interno della Cappella Grimaldi (già Scriptorium) vi è una statua della Vergine parte di una Annunciazione (autore Leonardo Riccomanno), l'Angelo è attualmente esposto nel Museo di Praga; un tabernacolo marmoreo attribuito a Domenico Gagini (XV secolo); portale quattrocentesco con San Giorgio di Giovanni Gagini); una lapide in marmo del 1453 con cornice d'angeli anch'essa attribuita a Giovanni Gagini.

## Il museo di Santa Maria di Castello
Il museo fu realizzato da Gianvittorio Castelnovi nel 1959 per esporre quelle opere d'arte che per le trasformazioni subite dal complesso non avevano più una loro collocazione. Rinnovato e ampliato nel 2001, il museo raccoglie in dodici sale del convento reperti archeologici che testimoniano la storia più antica della città, dal II secolo fino al tardo medioevo, oltre alle opere d'arte di pertinenza della stessa chiesa, raccolte dai Domenicani a partire dal loro insediamento nel 1442 e una raccolta di icone russe dell'Ottocento e del Novecento donate al convento da Enrico di Rovasenda.

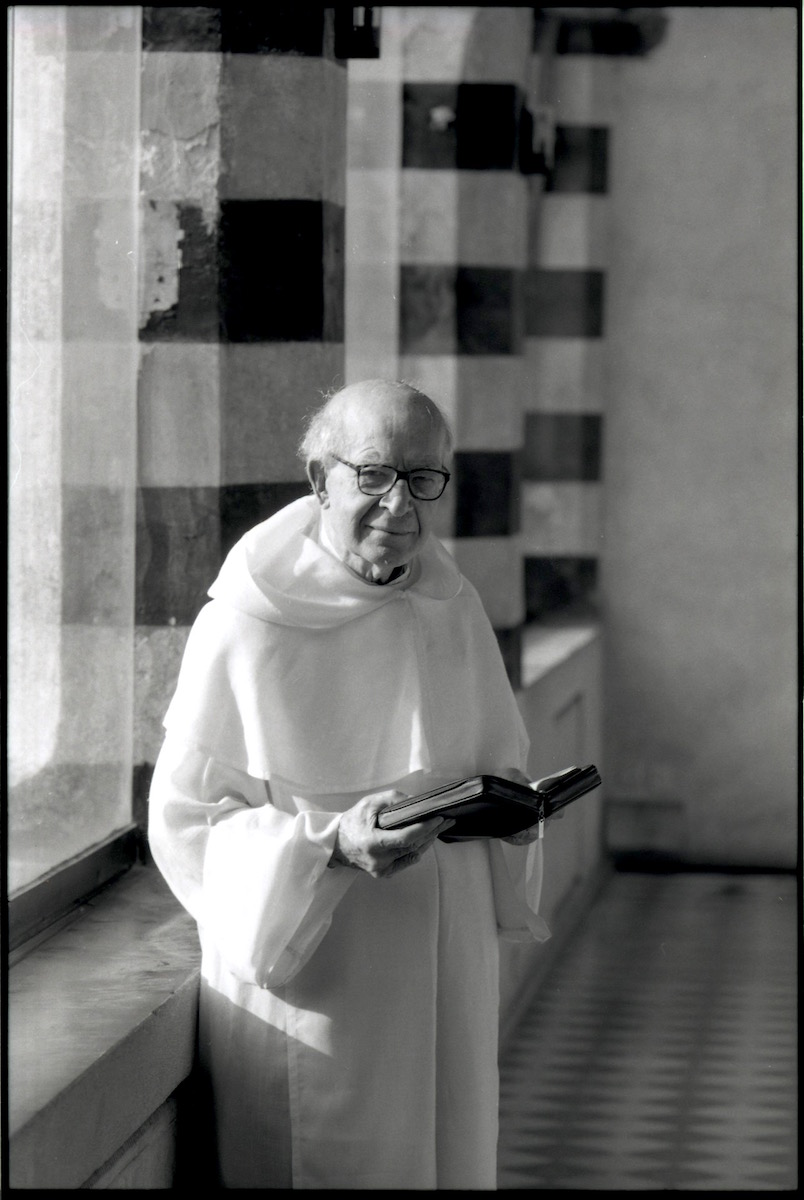
Padre Enrico di Rovasenda

Sono esposti marmi di varie epoche, dipinti, reliquiari, paramenti e oggetti per uso liturgico, codici miniati, ex-voto (legati alla devozione per il Cristo Moro), e inoltre quadri e oggetti di uso quotidiano provenienti da monasteri soppressi delle suore domenicane."/>
Tra le principali opere d'arte, la pala di Ognissanti di Ludovico Brea (1513), il polittico della Conversione di San Paolo, della scuola dello stesso Brea, la Madonna col Bambino di Domenico Gagini, in marmo dipinto (XV secolo), e la statua lignea dell'Immacolata del Maragliano (XVIII secolo).
L'annessa biblioteca contiene codici e incunaboli di notevole interesse, oltre a un affresco raffigurante San Domenico che ritrova i suoi frati in Paradiso, opera di Carlo Braccesco, risalente a fine Quattrocento.

## Galleria d'immagini

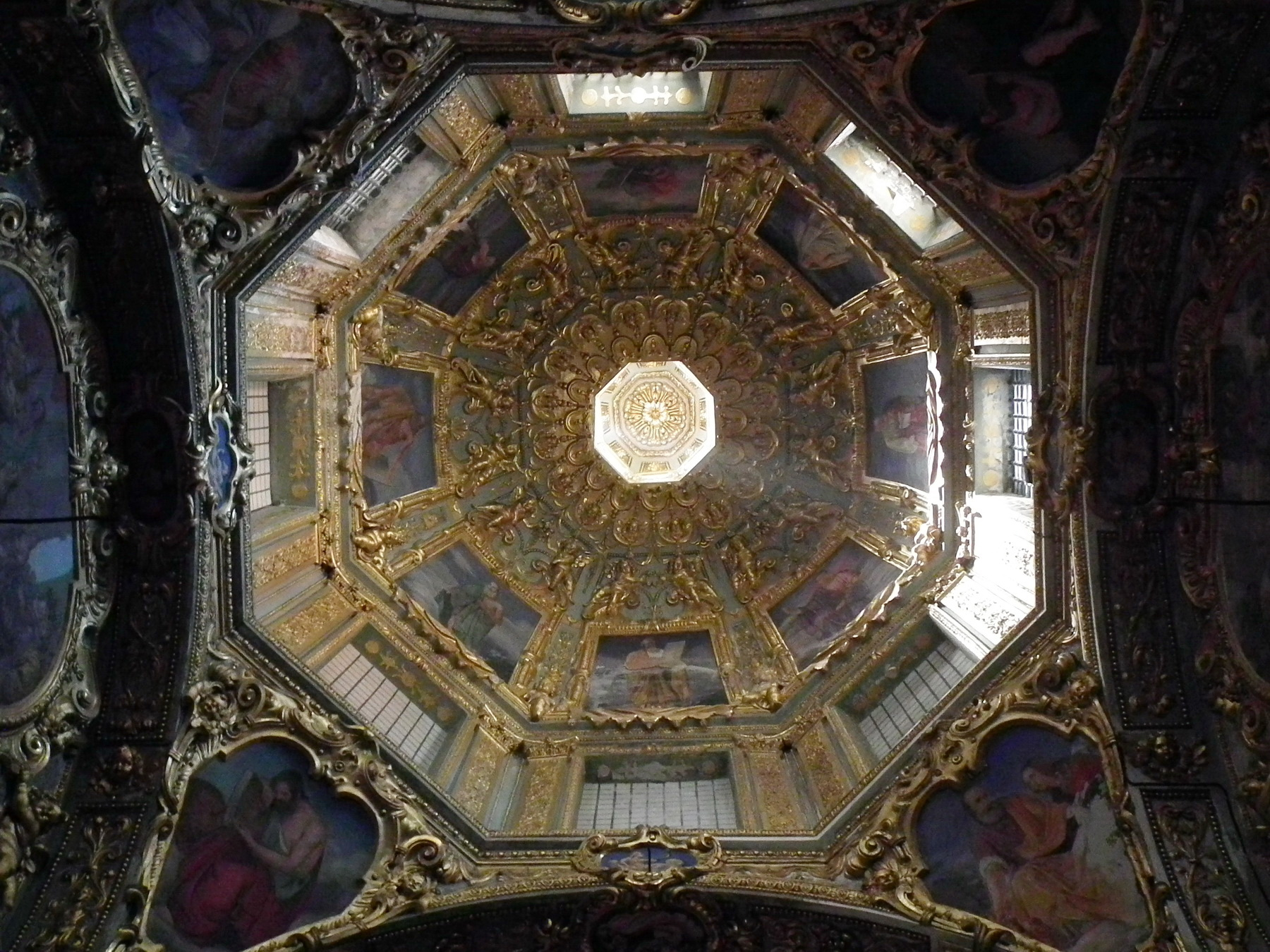
Interno della cupola
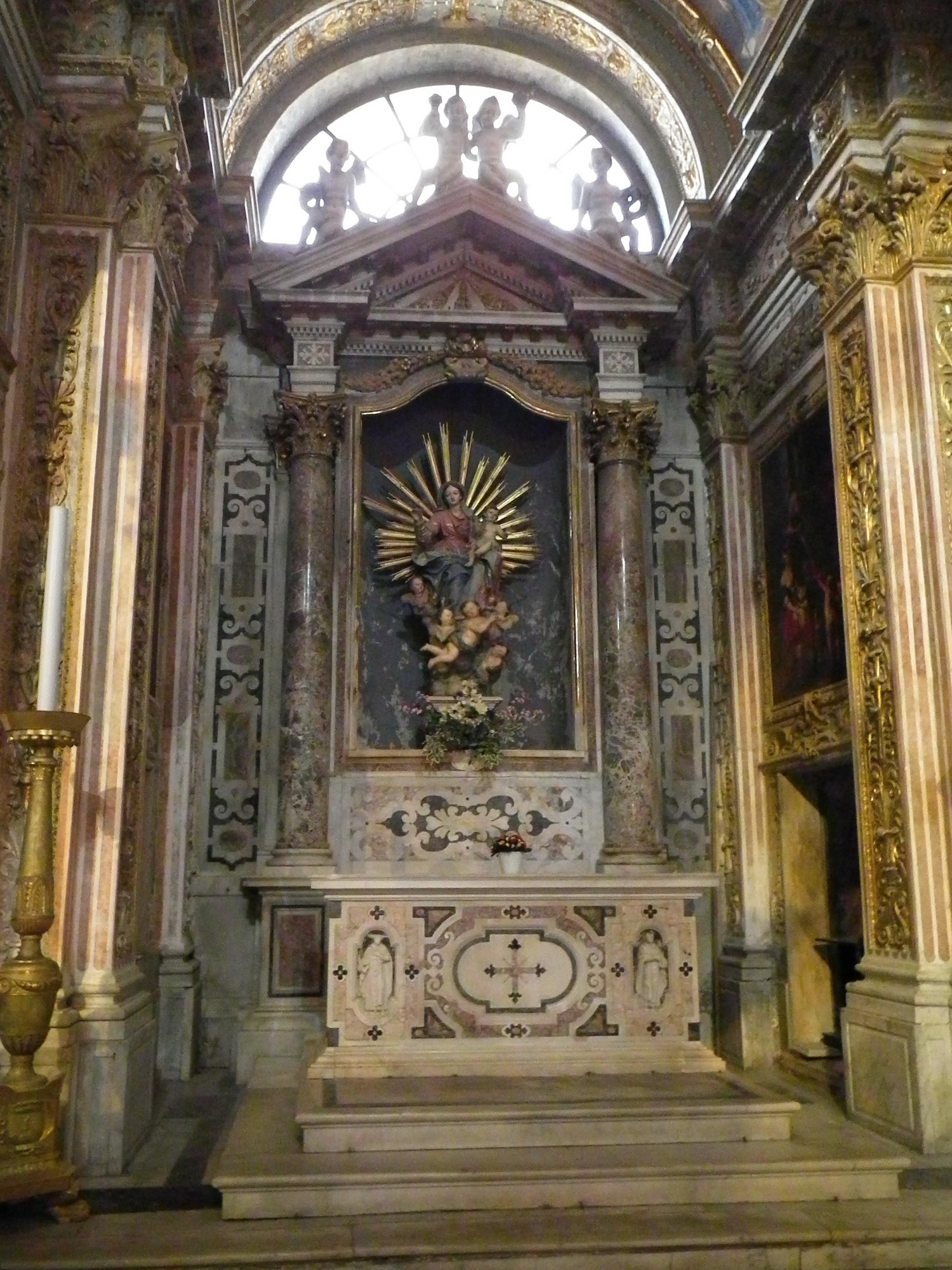
"Madonna del Rosario" (Pasquale Navone)
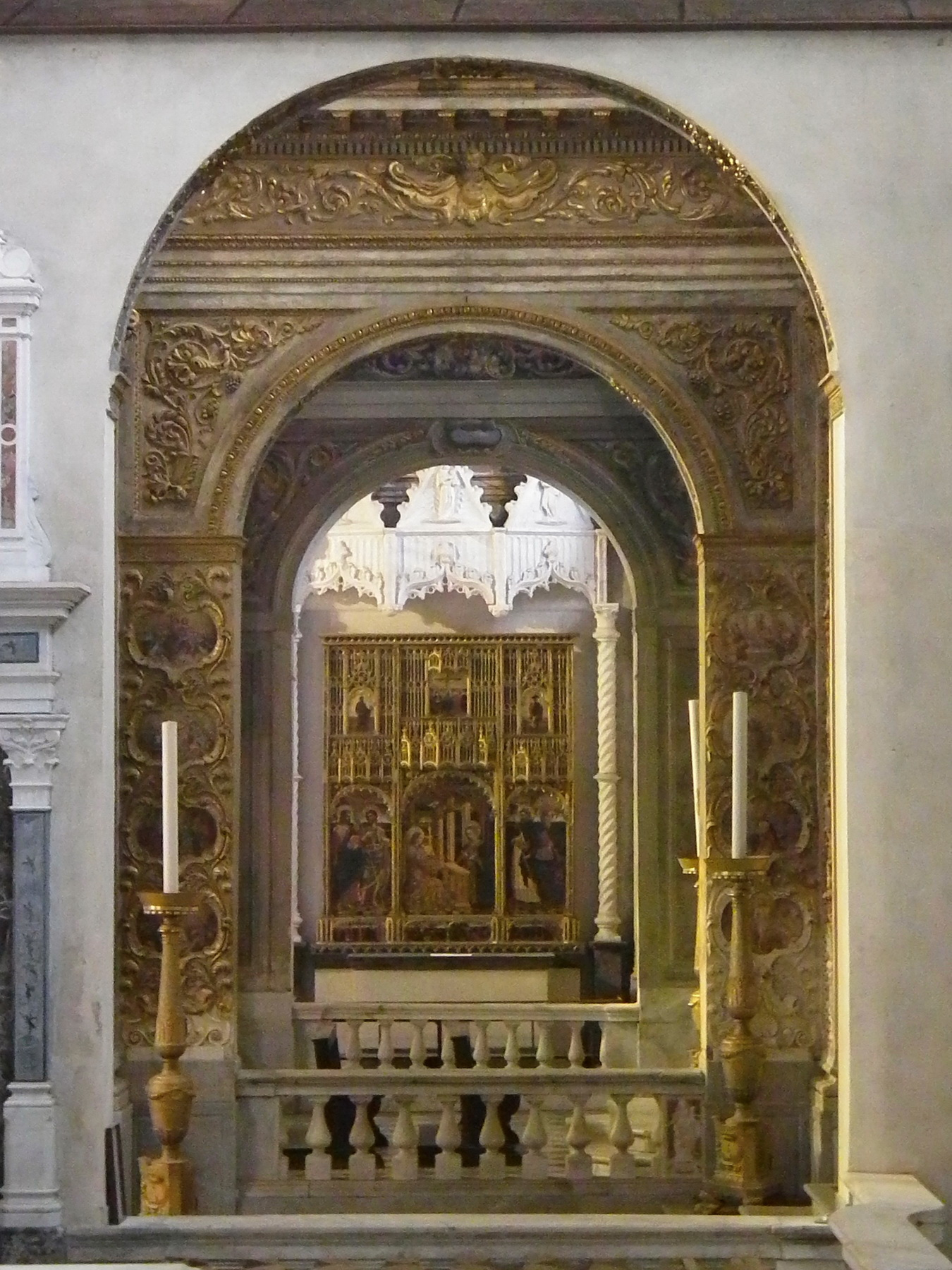
"Annunciazione e santi" (Giovanni Mazone)
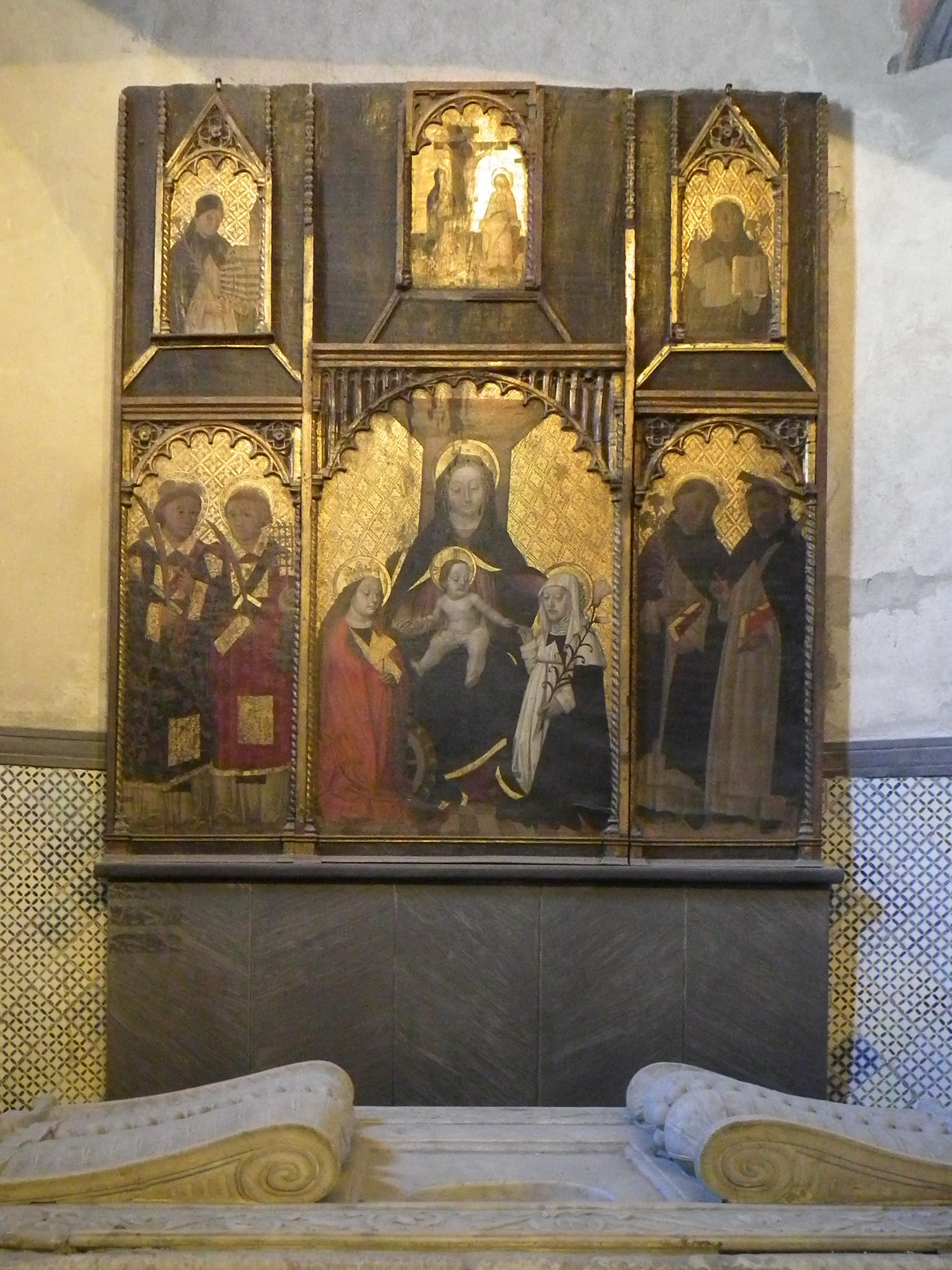
Nozze mistiche di S. Caterina d'Alessandria e S. Caterina da Siena, polittico quattrocentesco nella cappella del battistero